# Яшодгара

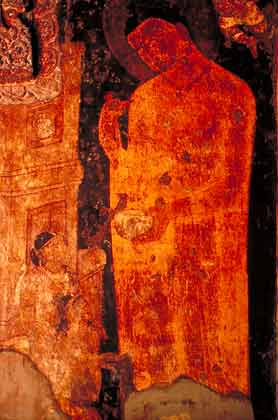
Будда з Яшодгарою і Рагулою (зліва внизу), Аджанта

Принцеса Яшодгара була дружиною принца Сіддгартхи Ґаутами, засновника буддизму. Пізніше вона вступила до громади буддійських черниць, вважається аргаті.

## Життя
Яшодгара була дочкою царя Суппабудди і Паміти, сестри батька Будди Ґаутами, царя Шуддгодани. Її батько був з роду Колія, її мати походила з родини Шак'я. Шак'я і Колія походили з клану сонячної династії. Відсутність подібної і рівної їм іншої сім'ї в регіоні вказала на те, що члени цих двох царствених сімей одружуються і виходять заміж тільки між собою.
У віці 29 років вона народила свою єдину дитину, хлопчика на ім'я Рагула. У день його народження принц Сіддгартха Ґаутама, її чоловік, залишив палац. Після того, як Яшодгара дізналася, що її чоловік почав святе життя, вона позбулася всіх коштовностей, носила просте жовте вбрання і їла тільки один раз на день. У підсумку вона стала відлюдницею. І хоча родичі повідомили, що вони будуть підтримувати її, вона займалася тим самим. Кілька князів просили її руки, але вона нікого не приймала. Протягом усього шестирічного відлюдництва принцеса стежила за всіма подіями, що стосувалися діяльності принца.
Коли Будда, після просвітлення, відвідав Капілавасту, Яшодгара не прийшла, щоб побачити свого колишнього чоловіка, але послала до нього Рагулу. Про себе ж вона вирішила: «Безсумнівно, якщо я набула хоч якихось заслуг, то Пан сам прийде провідати мене». Для того, щоб задовольнити її побажання, Будда відвідав її і висловив своє захоплення її терпінням і самовідданістю, які допомогли йому не тільки в цьому народженні, але і в попередньому (згідно з Chandrakinnara Jathakaya).
Через деякий час, після того, як її син Рагула став ченцем, Яшодгара також вступила до ордену ченців і черниць і стала аргаті. Вона отримала посвячення в бхікшуні, і увійшла до числа п'яти сотень жінок, наступних після Магападжапаті Готамі, які просили посвячення. Було оголошено, що вона володіє надприродними силами (сіддхі) серед черниць. Серед жінок-учнів вона була головною з тих, хто досяг великих надприродних здібностей. Вона померла у віці 78 років, за два роки до парінірвани Будди.

## Ім'я
Значення імені Яшодгара (санскрит) [від yasas «слава, велич» + dhara «поведінка, манера тримати себе» від словесного кореня dhri «нести, підтримувати»] — носійка слави. Інші її імена — Яшодгара Тхері (старійшина Яшодгара), Бімбадеві, Бгаддакаккана і Рагуламата (мати Рагули). В палійському каноні ім'я Яшодгара, не знайдено. Є дві згадки Бгаддакаккани.

## Теософічні інтерпретації
Індійський теософ Субба Роу стверджує, що ім'я позначає одну з трьох містичних сил (див. утпала-варна).